# 多摩川水害
多摩川水害（たまがわすいがい）は、多摩川流域で起こった水害の総称である。多摩川は、山梨県に端を発して東京都と神奈川県の都県境を流れ下る、関東平野有数の大河である。このため歴史上、水害がたびたび起きてきた。
特に1974年（昭和49年）の水害では、9月1日（日曜日）に東京都狛江市で左岸堤防が決壊して、翌日にかけて民家19戸が流出・倒壊した。この出来事を題材としたテレビドラマ『岸辺のアルバム』が放映された。国の対応をめぐり長年にわたり裁判で争われて全国的に知られているため、本項では主に1974年の水害について記述する。

## 1974年の水害
座標: 北緯35度37分24.25秒 東経139度34分34.55秒 / 北緯35.6234028度 東経139.5762639度
昭和49年台風第16号は中心気圧960hPa、最大風速40mという大型台風として関東地方に接近し、雨雲が停滞。1974年8月31日ごろから豪雨が断続的に続き多摩川は増水を続けた。狛江市周辺では9月1日に水位は警戒水位を越え、水は堤防天端まで達した。
9月1日は1923年（大正12年）に関東大震災が起きたことから防災の日と定められており、狛江市役所も防災訓練を予定していたが実際の災害が来襲したことを受けて訓練を中止。18時00分には市より避難命令が発令され、周辺住民は狛江第六小学校や狛江第二中学校に避難した。その後も市職員や消防隊員などにより土嚢設置などの水防活動が続けられたが、21時45分に本堤防が5mにわたり決壊し、翌日未明に民家が2軒流されたのを皮切りに、その後も被害は拡大を続け、最終的には狛江市内の堤防が260mにわたって決壊し、宅地3000平方メートルが濁流にえぐり取られ、住宅など19戸が流されるという災害に発展した。前述の通り幸いにも住民は避難を終えており、死傷者は1人もいなかった。
マイホームが庶民の夢であった当時、多摩川沿いの洒落た住宅が次々と流されていく光景は、そんな人々の夢を打ち砕く、残酷極まりないものだった。
当時周辺は警視庁機動隊により規制線がはられ、貴重品を取りに戻ってきた沿岸の避難住民と衝突が発生したが、家屋流出直前には惨状を見かねた陸上自衛隊（陸自）と機動隊の隊員が突入し、一部の家屋については家財道具搬出を行った。指揮官は「電化製品には手を出すな、タンスの引き出しごと運び出せ」と指示した。
被害拡大を防ぐため、初めはテトラポットなどを投入し水流を変える試みがなされたが、激しい流れを前に全く効果がなかったため、陸自施設大隊と建設省（現在の国土交通省）によって堰堤爆破が決行された。このオペレーションは河川内の二ヶ領宿河原堰が濁流となった水流を阻害し、決壊を助長していたため実行に移され、9月2日、陸自部隊が千葉県の館山からヘリコプターで爆薬を運び、堰堤の上に土嚢で押さえての爆破を試み、破壊口が開いたものの水の流れにほとんど変化は見られず、逆にコンクリートの破片で付近の住宅は窓が割れるなどの被害を受けてしまった。続いて9月3日には、建設省が爆破を試みるが効果はなく、9月4日、同省は今度は場所を変え、堰堤に穴を開け、火薬を詰め込んでの爆破を試みたところ、午後8時、この日6回目の爆破により堰堤に破壊口が開き、そこから水が流れ始め爆破は成功した。これにより本流側への流路を確保するとともに更なる被害拡大は阻止された。

### 裁判
国は堤防及び流出した土地は復旧し、自衛隊が堰堤の爆破を試みた際に発生した近隣建造物のガラス等の被害は賠償したものの、堤防崩壊により流出した家屋や家財等については賠償しないという姿勢を示したため、1976年（昭和51年）2月、国家賠償法に基づき、被災者である30世帯・33人が多摩川を管理する国を相手に総額4億1000万円の賠償を求め提訴した。
1979年（昭和54年）1月、東京地方裁判所は国の河川管理の手落ちを認めて、3億600万円の支払いをと命じた。これに対して国側は、「この水害は予見する可能性はなかった」と、東京高等裁判所に控訴した。その後大阪府の大東水害訴訟において最高裁判所が原告敗訴の判決を下した影響もあり、1987年（昭和62年）8月、東京高裁は一審判決を破棄し、「国側に河川管理の手落ちはなかった」と、逆転判決をして、住民側に支払われた賠償金の返還を命じた。
住民側は上告し、1990年（平成2年）12月13日、最高裁は「改修済河川では、河川整備計画のうえで予想された大水に対する安全性が求められる。独自の見解にもとづいて管理の欠陥を否定した原審（二審）は審議不十分である。」と東京高裁に差し戻した。これを受け東京高裁は、1992年12月17日、「当時の技術水準や過去の災害のケースからみて、少なくとも水害が起こる3年前の1971年には、施設の欠陥から災害の発生は予測できた」と国の河川管理の落ち度を認めた。12月26日、国側（建設省）は上告を断念し、原告に対して損害賠償額3億1300万円と利息分2億7500万円が支払われることになった。災害発生から18年、提訴から16年の長期審理は、住民側の勝訴でピリオドを打った。

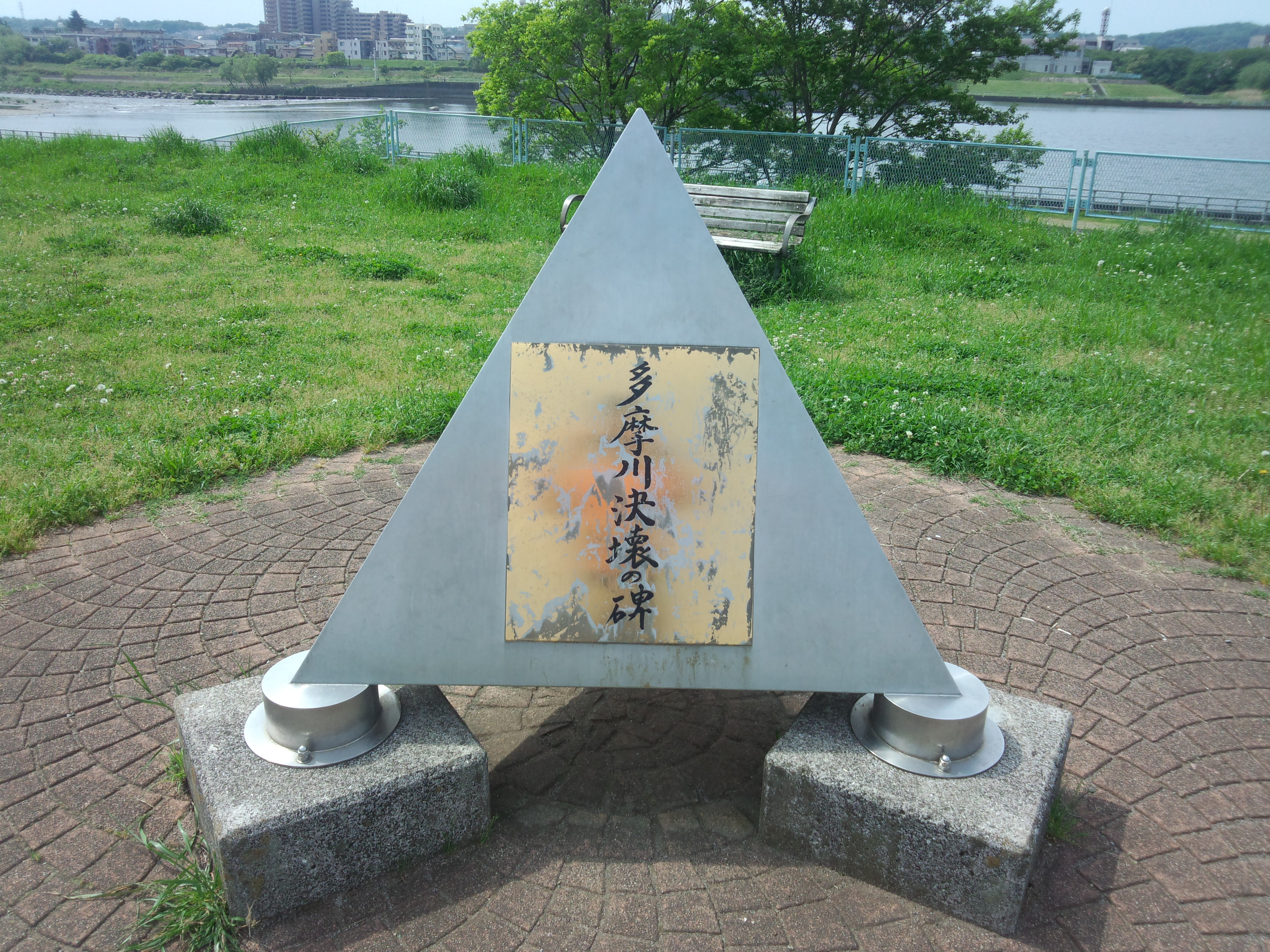
多摩川決壊の碑

### 多摩川決壊の碑
決壊した堤防の跡（狛江市猪方四丁目・多摩川自由広場内）に自然災害伝承碑として「多摩川決壊の碑」が設置され、1999年（平成11年）3月27日に除幕式が行われた。
碑は高さ1.4メートルの三角錐形で、重量は160キログラム。各面には「多摩川決壊の碑」という名称、災害の概要についての説明文、当時の空撮写真の銅版が埋め込まれている。河川法の規定により河川敷には工作物を恒久設置できないため、豪雨のたびに市職員が鉄パイプを刺し込んで6人がかりで担ぎ、約2キロメートル離れた市役所庁舎へ移動させ、雨が止むと戻していた。狛江市は、薄いステンレス板製に切り替えて、約60キログラムと2人で運べるよう軽量化させた新しい碑を2024年（令和6年）にお披露目し、その分、水害のおそれがある時に現場を見回る職員を増やす。

### その後
被害拡大の理由について、二ヶ領宿河原堰が可動式でなかったからであるとの意見がある。1999年に完成した現在の堰堤は可動式に変更された。なお、新しく作り直された堰堤は土木学会デザイン賞2010最優秀賞を受賞している。
マイホームを失った人たちは、「家族のアルバムが流されたことが残念」と共通して語った。山田太一が原作・脚本のTBS系金曜ドラマ『岸辺のアルバム』は、その言葉をヒントに生み出された。
2015年7月9日にフジテレビの『奇跡体験!アンビリバボー』で、この水害が再現ドラマと、住民で被災者の1人である郷土史家の横山十四男へのインタビューを交えながら詳細に紹介された。
2020年6月30日には、NHKの『アナザーストーリーズ 運命の分岐点』で紹介された。